# Beda Stjernschantz
Beda Stjernschantz, née à Porvoo le 10 décembre 1867 et morte à Helsinki le 28 mai 1910, est une peintre symboliste finlandaise.

## Biographie
Elle étudie à l'Association des Arts de Finlande de 1885 à 1889, puis jusqu'en 1890 dans l'atelier de Gunnar Berndtson, ancien élève de Jean-Léon Gérôme. Elle a alors pour camarades Ellen Thesleff, Sigrid Granfelt, Magnus Enckell et Väinö Blomstedt, entre autres . Elle voyage à Paris entre 1891 et 1892, où elle s'engage comme de nombreux artistes finlandais de sa génération vers le symbolisme. Elle s'éloigne alors franchement de la tradition naturaliste de Berndtson, composant des scènes stylisées, sans profondeur, qui suggèrent un décor de théâtre, avec des personnages hiératiques. Les études pour son portrait intitulé Irma, peint en 1895, montre un second personnage dans le fond, inspiré par Thyra Elisabeth d'Ellen Thesleff.
Elle s'est suicidée en 1910, à l'âge de 42 ans. Son frère, Torsten Stjernschantz, est conservateur du musée Ateneum d'Helsinki dans les années 1910.

## Galerie d'images

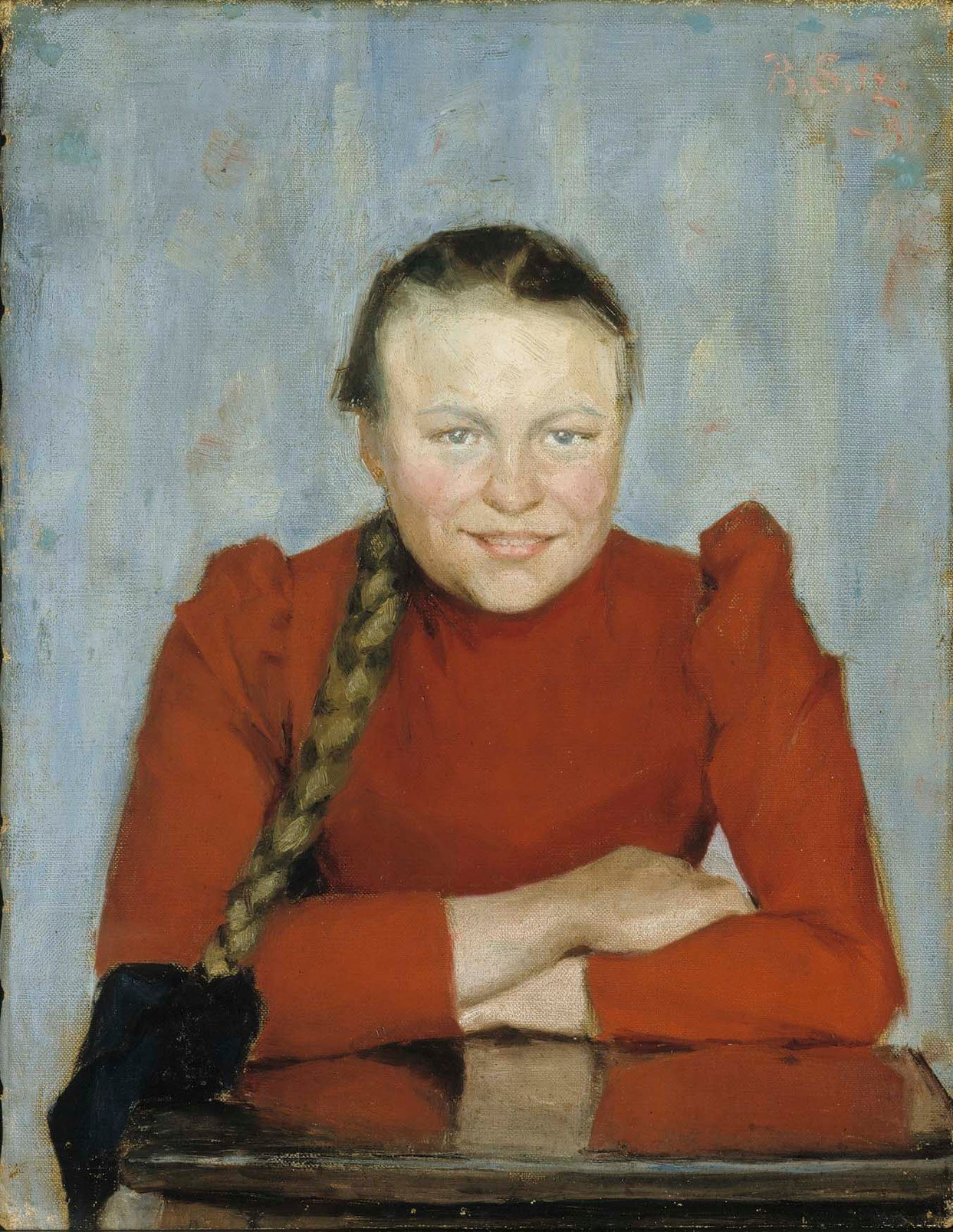
Maija, 1891.
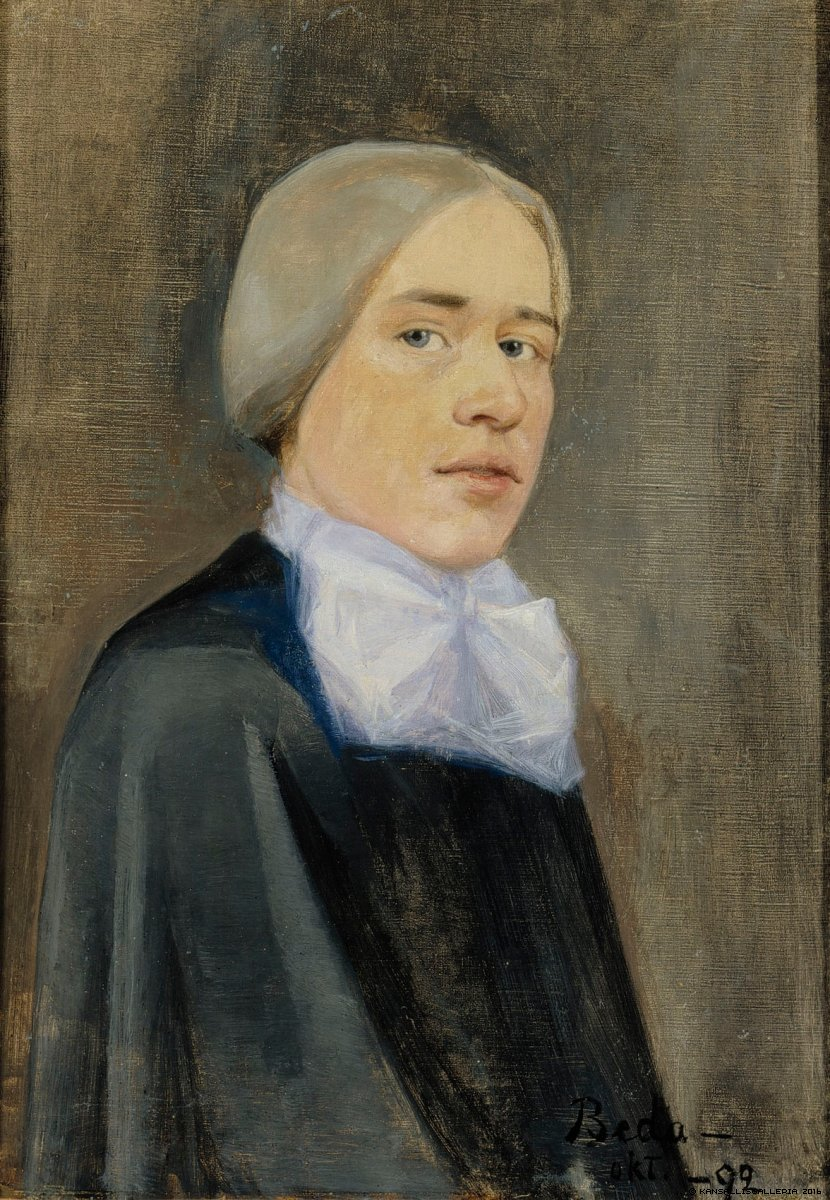
Autoportrait, 1892.
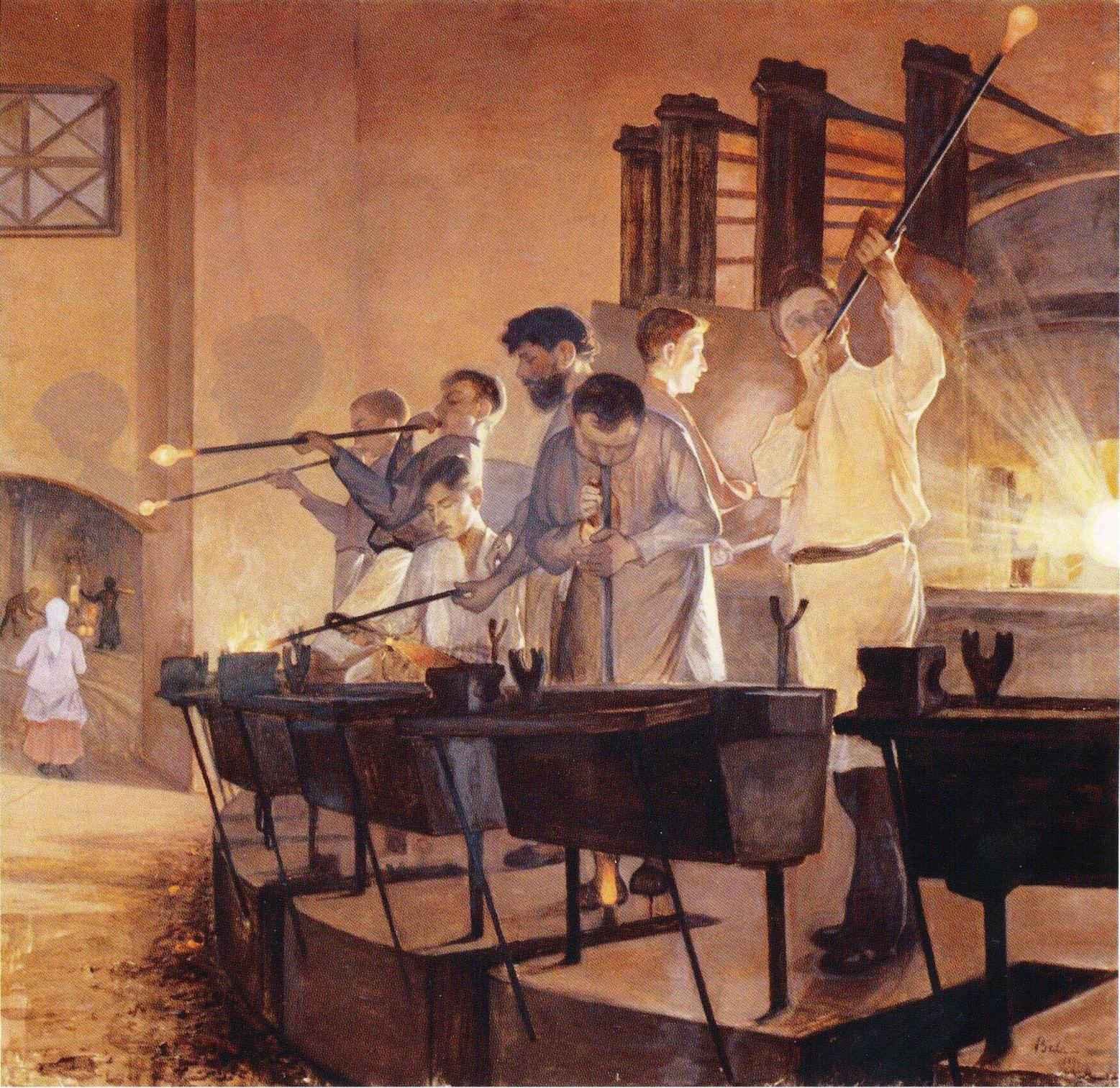
Souffleurs de verre, 1894.
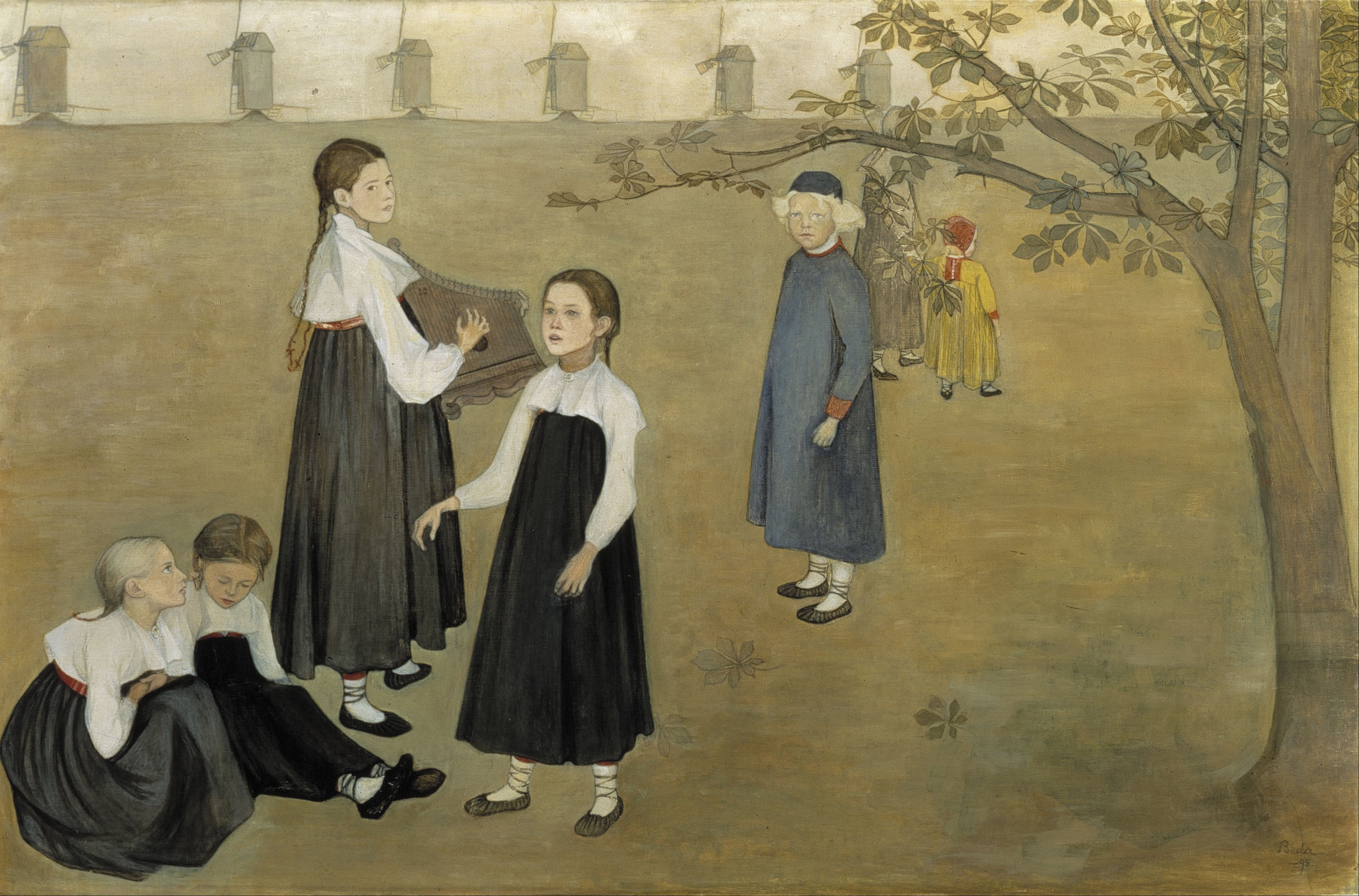
Partout résonnent les voix, 1895.
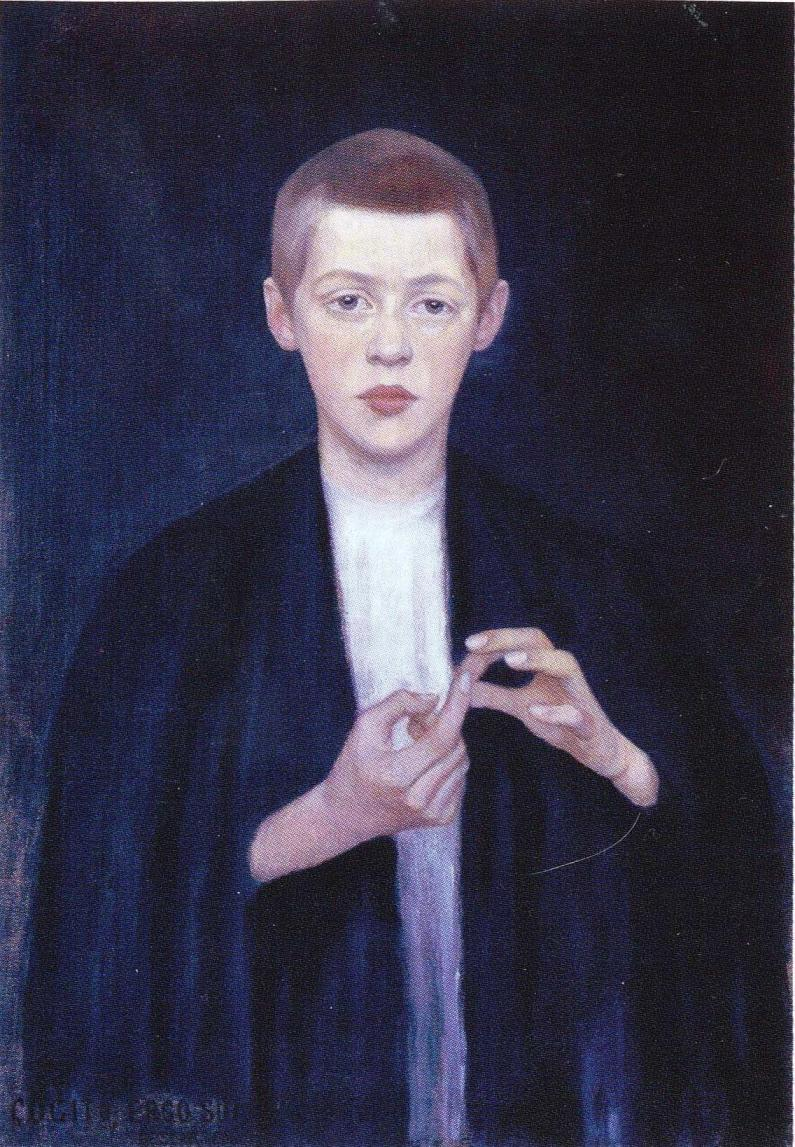
Aphorisme, 1895.
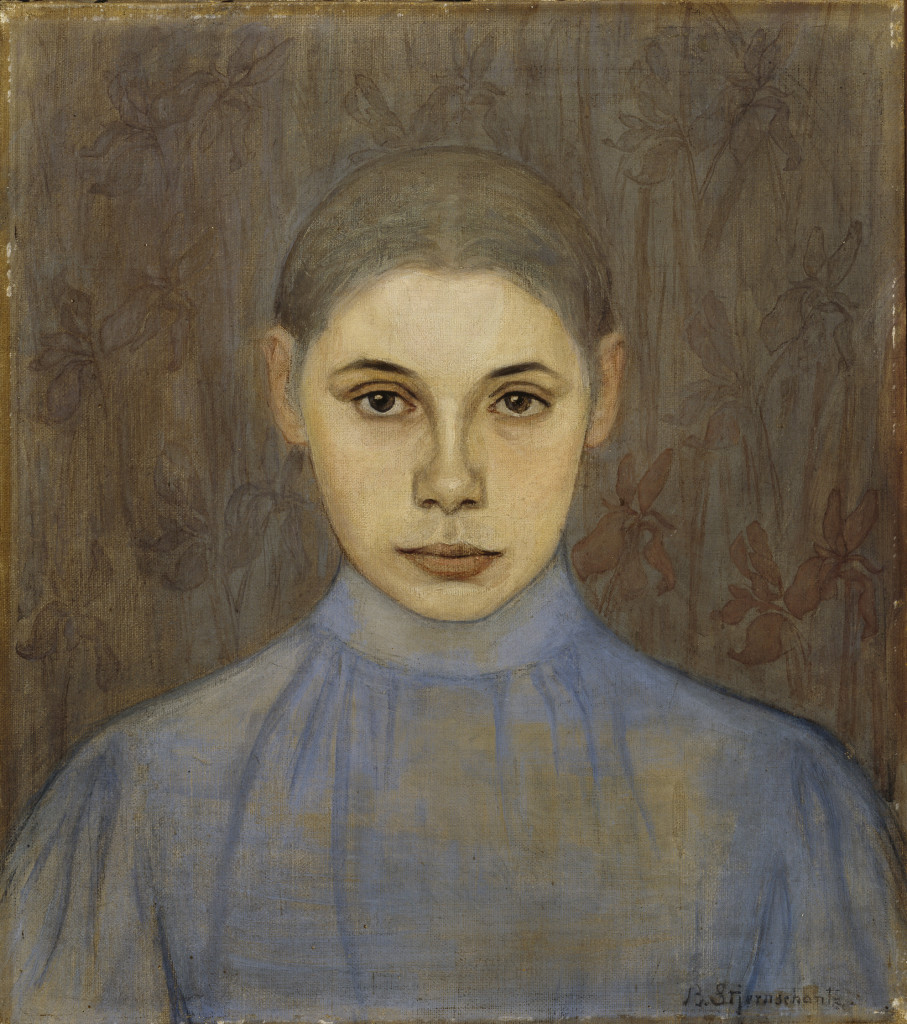
Irma, 1895-96.
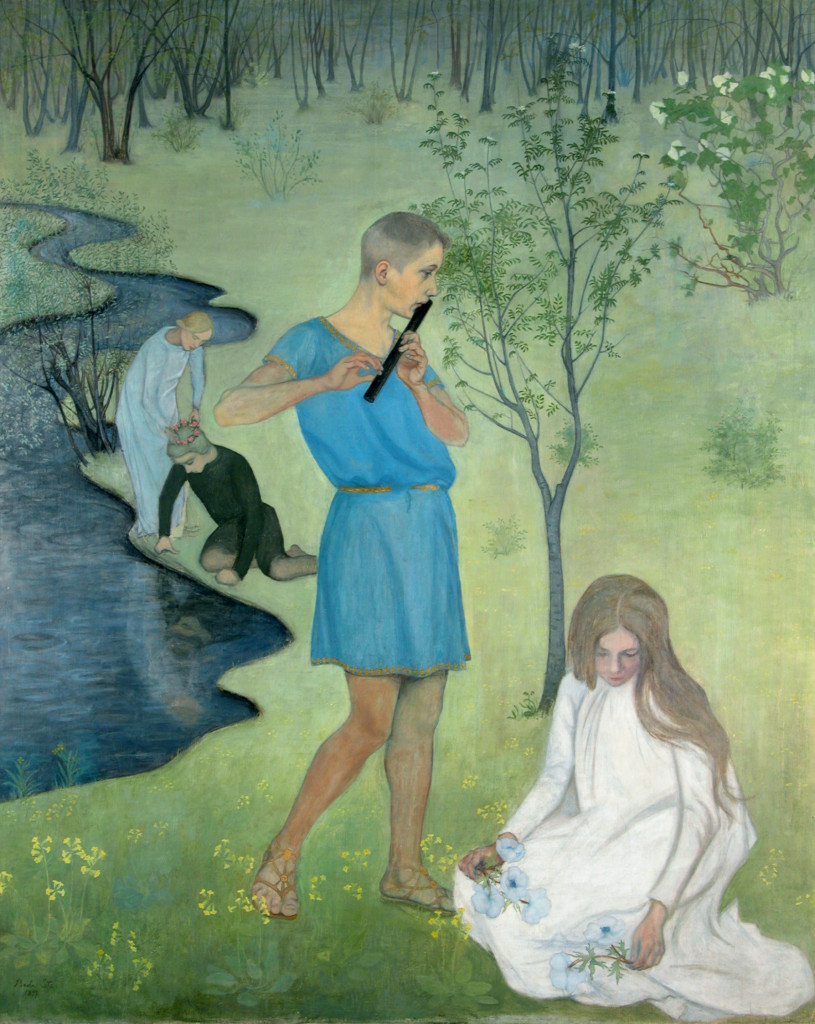
Pastorale, 1897.